# Catalina (cràter)
Catalina és un cràter de l'asteroide del tipus Apol·lo, Itokawa, situat amb el sistema de coordenades planetocèntriques a -17 ° de latitud nord i 14 ° de longitud est. Fa un diàmetre de 0.02 km. El nom va ser fet oficial per la UAI el 18 de febrer de 2009 i fa referència a la serra de Santa Catalina, Santa Catalina Mountains, muntanyes al nord de Tucson (Estats Units d'Amèrica) on es troben dos dels tres observadors que participen en el Catalina Sky Survey.